# Carrosserie Caruna
Die Carrosserie Caruna AG war ein Schweizer Karosseriebauunternehmen. «Caruna» steht für Carrosserien und Neuanfertigungen.

## Beschreibung
Erwin Schill gründete am 8. März 1965 das Unternehmen in Spreitenbach im Kanton Aargau. Es war auf Karosserie-Umbauten spezialisiert, stellte aber auch eine kleine Zahl eigener Fahrzeuge her. Am 21. November 1991 verlegte Schill den Sitz nach Dietikon im Kanton Zürich. 2007 wurde die Liquidation beschlossen und 2010 beendet.

## Caruna Spider und Staccato
Caruna baute in den 1970er-Jahren zwei offene Fahrzeuge. Das erste war der 1974 vorgestellte Spider auf der Bodengruppe des VW-Porsche 914, ein eher skurriler Roadster mit optischen Anleihen an den damals beliebten Beach Buggies.
1974–1976 wurde der Caruna Staccato mit selbsttragender Karosserie und Porsche-911-Mechanik gebaut. Besonderheiten an diesem Auto waren versenkbare Heckscheibe, Kurvenlampen und Klappscheinwerfer. Er war etwas zurückhaltender mit einem keilförmigen Profil geformt. Er wurde erstmals 1977 auf dem Genfer Auto-Salon ausgestellt; dies war gleichzeitig die erste Präsentation der Marke vor internationalem Publikum.

## Umbauten

### Zweitürige Cabriolets
Ende der 1970er-Jahre bot Caruna Cabriolet-Umbauten an für:
- Datsun 180B SSS, 1977 ausgeliefert
- Pontiac Firebird

### Viertürige Cabriolets
- Mercedes-Benz S-Klasse (W 126) mit elektro-hydraulischem Verdeck.

Der Eingriff umfasste umfangreiche Verstärkungen. Ein solcher Umbau kostete ab CHF 100'000 – damals fast der Neupreis eines Rolls-Royce. 1984 gab Königin Juliana der Niederlande einen solchen Umbau eines Mercedes-Benz 380 SEL mit elektrohydraulisch betätigtem Verdeck in Auftrag. Das Fahrzeug war das zehnte von zwölf, das Caruna umbaute und gehört bis heute zum königlichen Fuhrpark. Es wurde kürzlich restauriert. Angeblich schliesst das Verdeck innerhalb von 25 Sekunden.

### Open AirTarga-Coupé
Für die Targa-Coupés Caruna Open Air ging das Unternehmen von serienmässigen Mercedes-Benz Coupés der damals aktuellen E- und S-Klasse aus. Sie erhielten Verstärkungen im Dach und an der Bodengruppe, um den Eingriff in die selbsttragende Struktur auszugleichen. Caruna baute auch Wasserkanäle rund um die neuen Dachöffnungen und lieferte das Fahrzeug TÜV-geprüft und mit Mustergutachten. Ein Open Air Targa Umbau kostete ab CHF 12'600 ohne Fahrzeug. Lieferbar waren:
- Mercedes-Benz E-Klasse Coupé (C 123) Caruna Open Air Targa-Coupé mit herausnehmbarem Heckfenster
- Mercedes-Benz S-Klasse Coupe SEC (C 126) Caruna Open Air Targa-Coupé mit herausnehmbarem Heckfenster
- Opel Manta
- VW Golf

Das umgekehrte Prinzip, nämlich ein festes Dach auf ein Cabriolet zu setzen, statt ein Coupé aufzuschneiden, wandte Caruna 1976 an bei einem Targa-Coupé auf der Basis eines Peugeot 504 V6 Cabriolet. Auch hier ist die Heckscheibe abnehmbar; zusätzlich wünschte der Kunde Modifikationen an der Kühlermaske (die das Fahrzeug optisch einem Lancia annähern) und doppelte runde Ferrari-Schlusslichter. Dieses Einzelstück existiert noch.
Ab 1994 entwickelte Caruna automatische Schiebetürantriebe und elektrische Cassettentrittbretter für Kleinbusse. Diese Produkte wurden erfolgreich in der ganzen Schweiz verkauft.

## Fussnoten
1. 1 2  Die Schweizer Carrossiers Auf issuu.com vom 19. November 2013, abgerufen am 16. Januar 2021.
2. 1 2  Carrosserie Caruna AG in Liquidation  Auf moneyhouse.ch, abgerufen am 24. Juni 2017.
3. ↑  Rudolf Heitz (Geschäftsführender Redakteur): Auto Katalog 1985. Vereinigte Motor-Verlage, Stuttgart 1984, S. 136–137.
4. 1 2  Caruna - Spider Auf allcarindex.com, abgerufen am 16. Januar 2021 (englisch).
5. ↑  Caruna - Staccato Auf allcarindex.com, abgerufen am 16. Januar 2021 (englisch).
6. 1 2 3 4  Das Nast MB-Exotenforum (abgerufen am 7. Oktober 2014)
7. ↑  Wes Siler: Dutch Royal Family Restores 1985 Mercedes 380 SEL Caruna Auf jalopnik.com vom 16. Juni 2009, abgerufen am 7. Oktober 2014 (englisch).
8. ↑  Bruno von Rotz: Ein nicht alltäglicher Peugeot “Special” von "Caruna" Auf zwischengas.com vom 14. Mai 2013, abgerufen am 16. Januar 2021.